# Oncidium klotzschianum
Oncidium klotzschianum là một loài phong lan có ở Costa Rica tới Peru và Venezuela.

## Hình ảnh

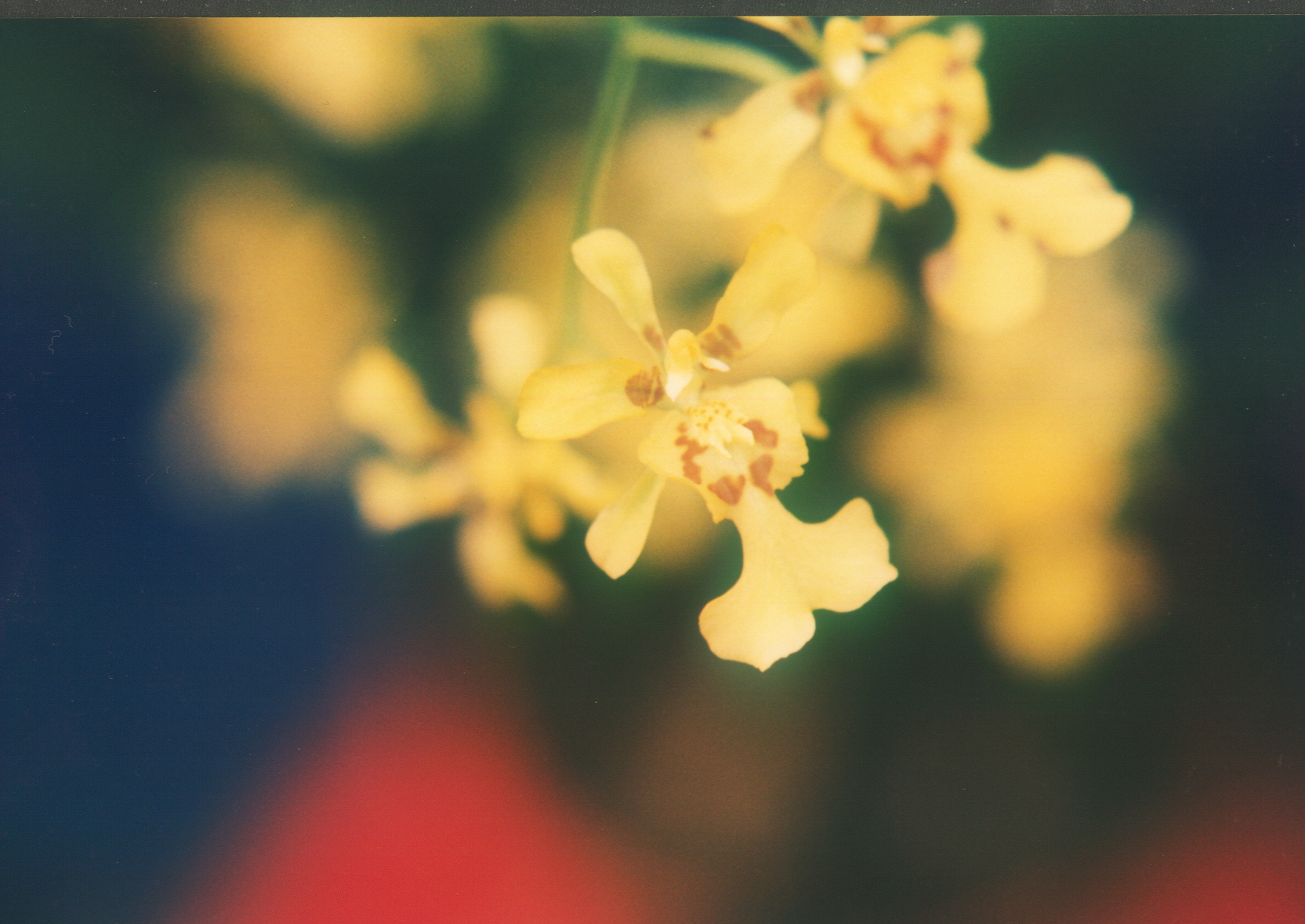